# Viernheim

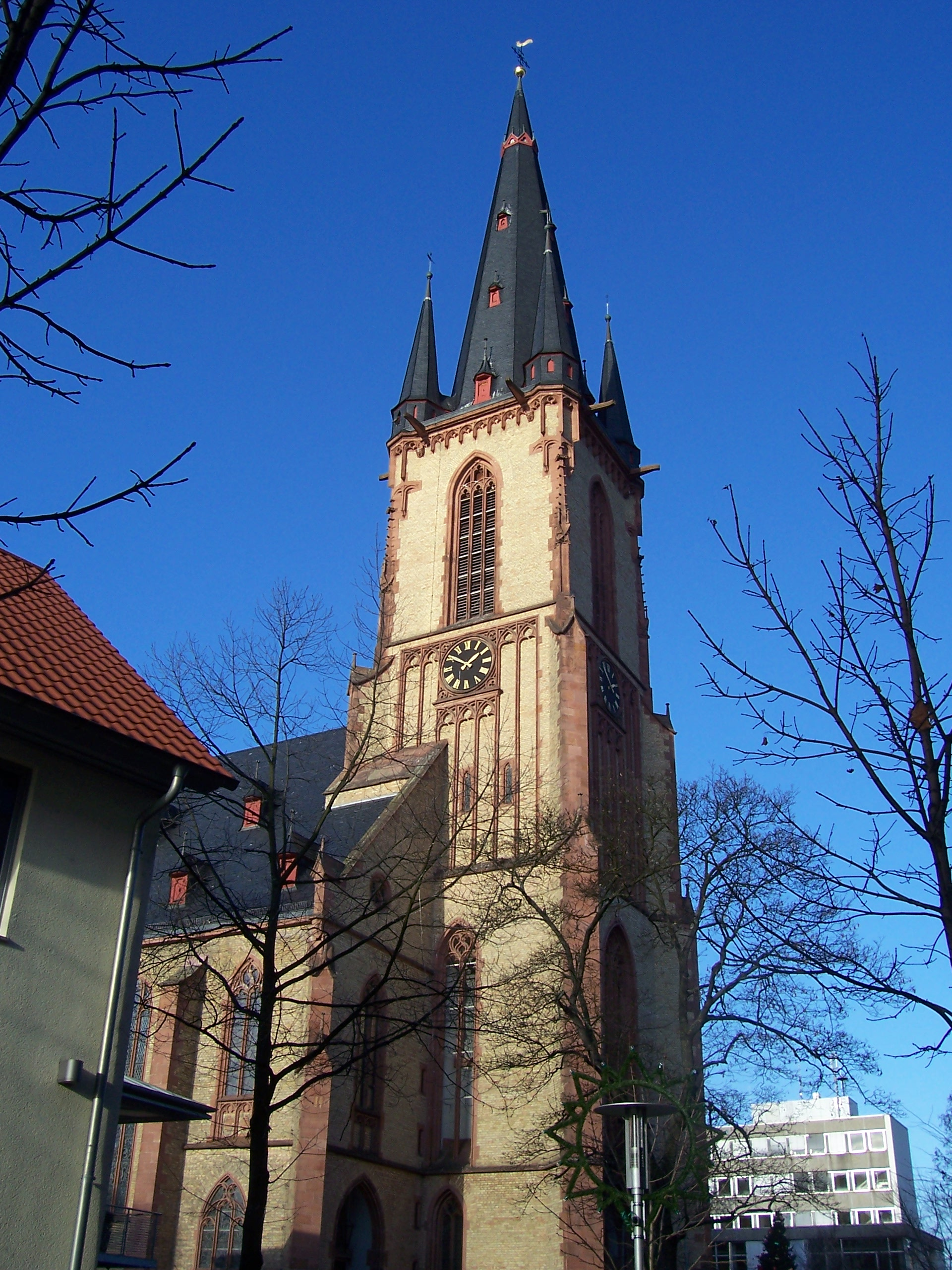
Edificio de la ciudad de viernheim

Viernheim ess una ciudad industrial de mediano tamaño en las afueras de Mannheim y está ubicada en el entorno económino del  Rin-Neckar. Es la segunda ciudad más grande  en el distrito de Bergstraße en Hesse, Alemania Desde 1994 también ha recibido el título de Brundtlandstadt porque ha participando en un proyecto piloto de conservación de energía. En 1968, la ciudad fue sede del octavo festival estatal de Hessentag.

## Geografía
- Datos: Q16055
- Multimedia: Viernheim / Q16055